# Rivière Aberdeen
Pour les articles homonymes, voir Aberdeen (homonymie).
La rivière Aberdeen est un affluent de la rivière aux Castors Noirs, coulant dans la ville de La Tuque et dans la municipalité de Lac-Édouard, en Haute-Batiscanie, en Mauricie, dans la province de Québec, au Canada. 
Ce bassin versant est desservie par quelques routes forestières.
La foresterie constitue la principale activité économique du secteur ; les activités récrétouristiques, en second,.
La surface de la rivière Aberdeen (sauf les zones de rapides) est généralement gelée de début décembre à fin mars, mais la circulation sécuritaire sur la glace se fait généralement de fin décembre à début mars. Le niveau de l'eau de la rivière varie selon les saisons et les précipitations.

## Géographie
La rivière Aberdeen tire sa source du lac Aberdeen (longueur : 2,9 km ; altitude : 429 m) dans le territoire de la ville de La Tuque. Ce lac enclavé fait tout en longueur est surtout alimenté par sept décharges venant des montagnes environnantes. Son émissaire est situé au fond d’une petite baie de la partie sud-est du lac.
À partir de l’embouchure du lac Aberdeen, le courant coule sur 17,5 km, avec une dénivellation de 86 m. 
La rivière Aberdeen se déverse au fond d’une baie sur la rive est du lac aux Biscuits. Cette confluence est située à 4,3 km au nord-est de la voie ferrée du Canadien National, à 3,9 km au nord-ouest du lac des Trois Caribous, et à 6,2 km à l'est du centre du village de Lac-Édouard.

## Toponymie
Aberdeen s'avère la troisième ville d'Écosse, située dans le nord-est de la Grande-Bretagne, sur les bords de la mer du Nord. Au Canada, le terme Aberdeen est inclus dans une cinquantaine de toponymes.
Le toponyme rivière Aberdeen a été officialisé le 5 décembre 1968 dans la Banque des noms de lieux de la Commission de toponymie du Québec.